# Гироскутер

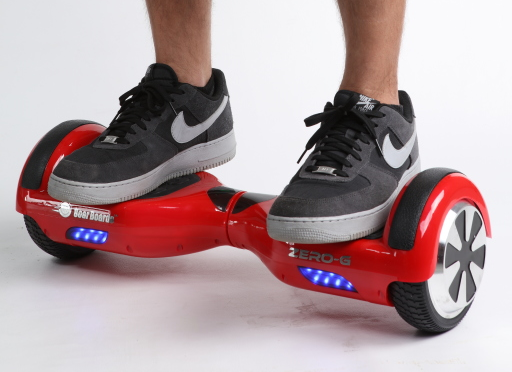

Гироску́тер (двухколёсный скутер, самобалансируемый скутер англ. GyroScooter) — уличное электрическое транспортное средство (средство индивидуальной мобильности), выполненное в форме двух соединённых поперечных площадок для ступней, подвижных относительно друг друга, с колёсами по бокам. Использует электродвигатели, питаемые от электроаккумулятора, и ряд гироскопических датчиков для самобалансировки и поддержания горизонтального положения площадки для ног.
Гироскутеры иногда называют «ховербордами», что не совсем верно. Ховерборд — это название летающей доски, изначально вымышленного устройства, которое со временем отчасти воплотили в реальность.

## История
Первые прототипы транспортных средств, использующих в своей конструкции системы автоматической балансировки появились в 1990-е годы.

### Сегвей

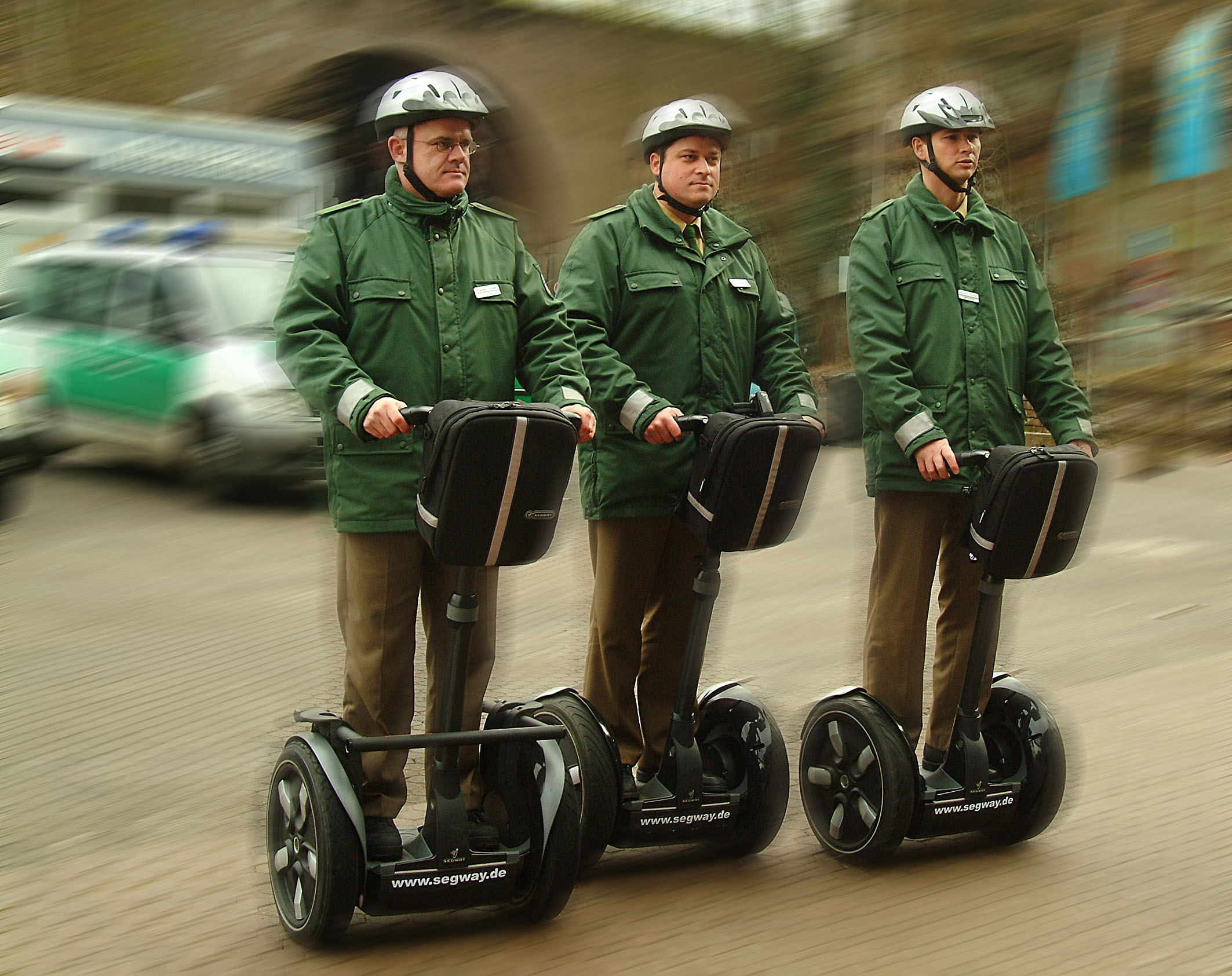
Немецкая полиция на транспортных средствах Segway 2006 год

Первым серийным гироскутером стал Segway, выпускался с 2001 года. Это устройство также имеет два колеса и сплошную площадку для ног. Некоторые модели могут быть оснащены сиденьем. Такие устройства без площадки для ног называются гироциклы. Также, сегвеями называются гибридные между гироскутерами и настоящими сегвеями устройства, где стойка с ручками служит лишь для удержания, а управление осуществляется как в гироскутере.
Главное отличие гироскутера от сегвея — отсутствие рулевой колонки. В гироскутере управление осуществляется не манипуляцией руками, а перемещением массы тела из стороны в сторону. Например, для движения вперёд необходимо наклониться в соответствующем направлении, для торможения и движения назад — наоборот. Повороты осуществляются при помощи более сильного поворота стороны, правой или левой. (Зависит от того куда нужно повернуть) .

### Гироскутер
Первые серийные гироскутеры появились в 2014 году. Тогда несколько корейских и китайских компаний взялись за массовое производство и модернизацию имеющихся прототипов, однако в процессе удешевления зачастую применялись ненадёжные материалы и электроника, функционирующая со сбоями.

## Устройство
Данный агрегат состоит из нескольких ключевых элементов:
- Два электрических мотора;
- Система гироскопических датчиков;
- Управляющее устройство, обрабатывающее всю поступающую с датчиков информацию;
- Корпус гироскутера;
- Аккумулятор.

В зависимости от модели в гироскутере могут присутствовать дополнительные устройства: информационный дисплей, пульт управления, модуль Bluetooth, динамики для воспроизведения музыки, осветительные приборы и другое.

## Принцип работы
При переносе центра тяжести тела вперёд (нажатием носков), гироскопические датчики улавливают данное нажатие и колёса начинают вращаться вперёд. Соответственно, при одинаковом нажатии носками ног на переднюю часть платформы гироскутера устройство двигается прямо. Отклоняясь назад, при этом нажимая обеими пятками на заднюю часть платформы, пользователь задаёт движение назад. Поворот осуществляется наклоном левой или правой половинки платформы вперёд, а разворот на месте (на 360 градусов влево (как пример)), осуществляется: нажатием вниз носка правой и пятки левой ног. Так как каждая половинка гироскутера имеет свой собственный гиродатчик, то и едет она (при соответственном её наклоне), вперёд или назад, независимо от другой половинки. Так и происходит поворот или разворот. И хотя на словах описание этого процесса звучит сложно, на деле всё гораздо проще и интуитивно понятно. Зачастую через несколько минут практики пользователь уже уверенно стоит на гироскутере.

## Безопасность

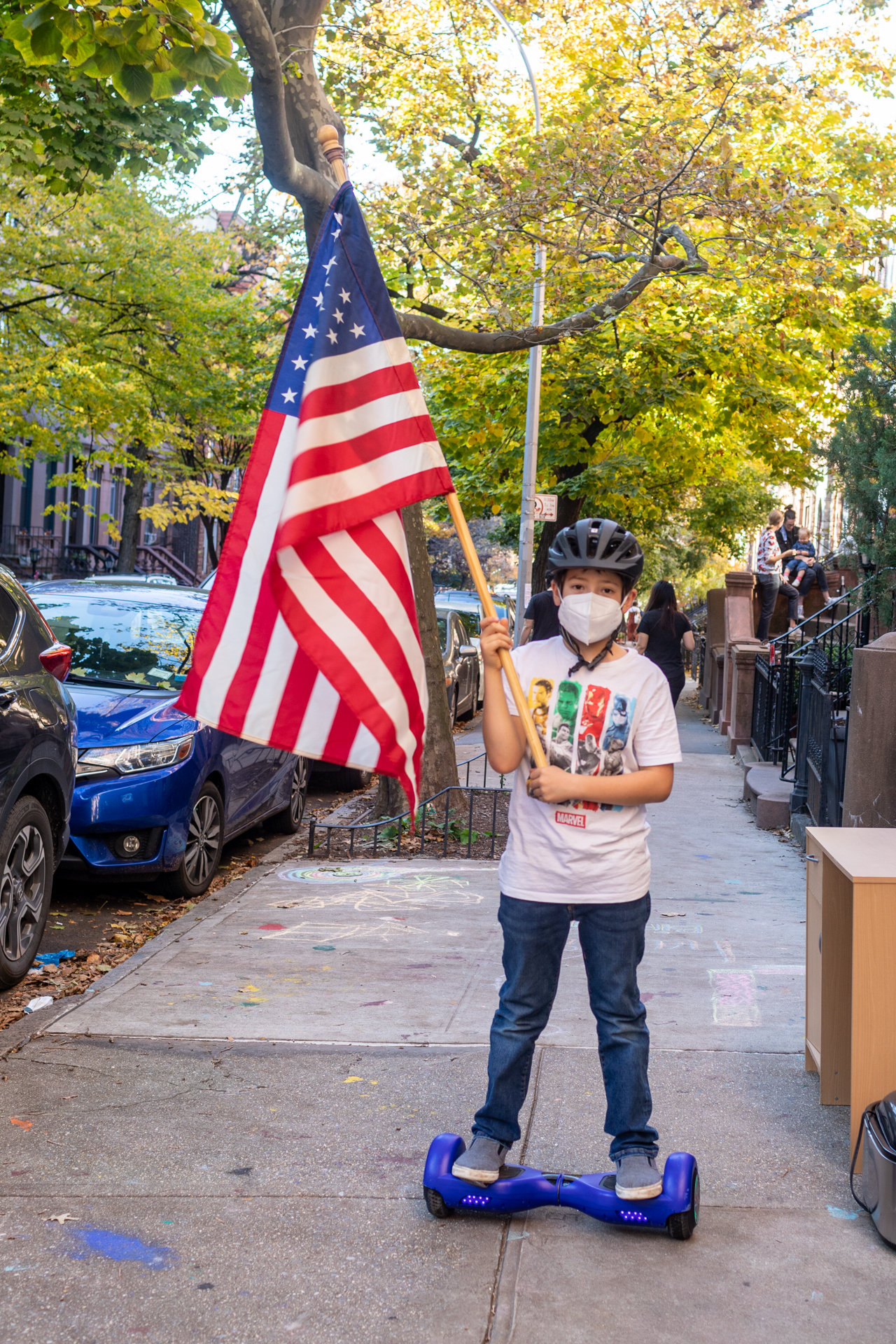
Мальчик в велошлеме с флагом США в маске на гироскутере во время пандемии коронавируса 2020 год, во время выборов президента

Во многих странах эксплуатация гироскутеров была запрещена как на автомобильных дорогах, так и на тротуарах. Например, подобный запрет действует в Великобритании (разрешено их использование только на частных территориях с согласия владельца).
Десятки сообщений о самовозгораниях свидетельствуют, что некачественные литиевые батареи, используемые в недорогих гироскутерах, могут возгораться как в процессе зарядки, так и при использовании. Несколько авиакомпаний уже запретили перевозку гироскутеров в салоне самолёта и в багаже из-за опасности их самовозгорания. Amazon запретила продажу нескольких моделей в своём магазине.
Комиссия по безопасности потребительских товаров США (CPSC) начала расследование безопасности устройства в конце 2015 года и определила, что литий-ионные аккумуляторы в гироскутерах могут перегреваться и создавать риск возгорания или взрыва. Дефекты привели к 60 пожарам в более чем 20 штатах. В июле 2016 года комиссия приказала отозвать 501 000 гироскутеров, сделанных в Китае, от восьми производителей, было зафиксировано 99 сообщений о возгораниях и прочих проблемах с аккумуляторами . Комиссия отозвала гироскутеры следующих брендов: Swagway X1 — 267 000 шт, Hover-Way/Model # HWSBB601-R — 16 000 шт, Powerboard — 70 000 шт, Hype Roam — 25 000 шт, iMoto — 84 000 шт, Airwalk Self Balancing Electric Scooter — 4 900 шт, Hovertrax — 28 000 шт, Wheeli, 2Wheelz, Back to the Future, Mobile Tech, Hover Shark, NWS, X Glider и X Rider — 800 шт.  
Падения с гироскутеров могут приводить к тяжёлым травмам, в том числе к переломам.
В США трёхлетняя девочка погибла после взрыва гироскутера 11 марта 2017.
Во избежание несчастных случаев настоятельно рекомендуется использовать шлем, наколенники и налокотники при езде на гироскутере и не превышать максимально допустимую скорость в 10 км/ч, так как при слишком сильном наклоне пилота происходит отключение двигателей. При превышении допустимой скорости гироскутер издаёт предупреждающий звуковой сигнал.